# Limanurile Tuzlei
Limanurile Tuzlei (în ucraineană Тузловські лимани) este numele unui un parc natural național din Bugeac, Basarabia, situat, din punct de vedere administrativ, pe teritoriul Raionului Tatarbunar din Regiunea Odesa a Ucrainei. A fost înființat prin Decretul № 1 / 1 ianuarie 2010 al Președintelui Ucrainei, Viktor Iușcenko.
Parcul este format din suprafețele limanurilor Șagani, Alibei și Burnas care fac parte din salba limanurilor basarabene, cuprinzând și lacurile înconjurătoare mai mici, zise „satelite”.
Complexul de limanuri Șagani-Alibei-Burnas este înscris pe lista zonelor umede de importanță internațională a Convenției de la Ramsar (1971), cu o suprafață protejată de 190 km².

## Limanul Șagani
Limanul Șagani (în rusă Шаганы, în ucraineană Шагани) este un liman maritim sărat, separat de Marea Neagră printr-un perisip. Are o formă rotundă. Malurile sale sunt abrupte, cu excepția celor din partea de sud. În partea de est, limanul Șagani comunică direct cu limanul Alibei. Este unul dintre cele mai mari limanuri din Regiunea Odesa, având o suprafață de 78.4 km². Lacul are o lungime de 11 km, iar lățimea maximă este de 10 km. Adâncimea maximă este de 2.3 m.
Limanul Șagani este separat de Marea Neagră prin același perisip tăiat de aceiași portiță, pe care le împarte cu Limanul Alibei vecin. 
Mulțumită schimbului permanent de apă cu Marea Neagră, salinitatea sa este aceeași cu cea a mării (circa 18 ‰), limanul Șagani constituind în continuare un adăpost și un loc de reproducere al speciilor de pești marini, cu atât mai mult cu cât râurile din Bugeac sunt intermitente, cel mai adesea desecate, și nu aduc în liman prea mari cantități de efluenți agricoli. Aceasta este o situație favorabilă pescuitului și pisciculturii, situație pe care o împarte cu limanul Alibei. 

## Limanul Alibei

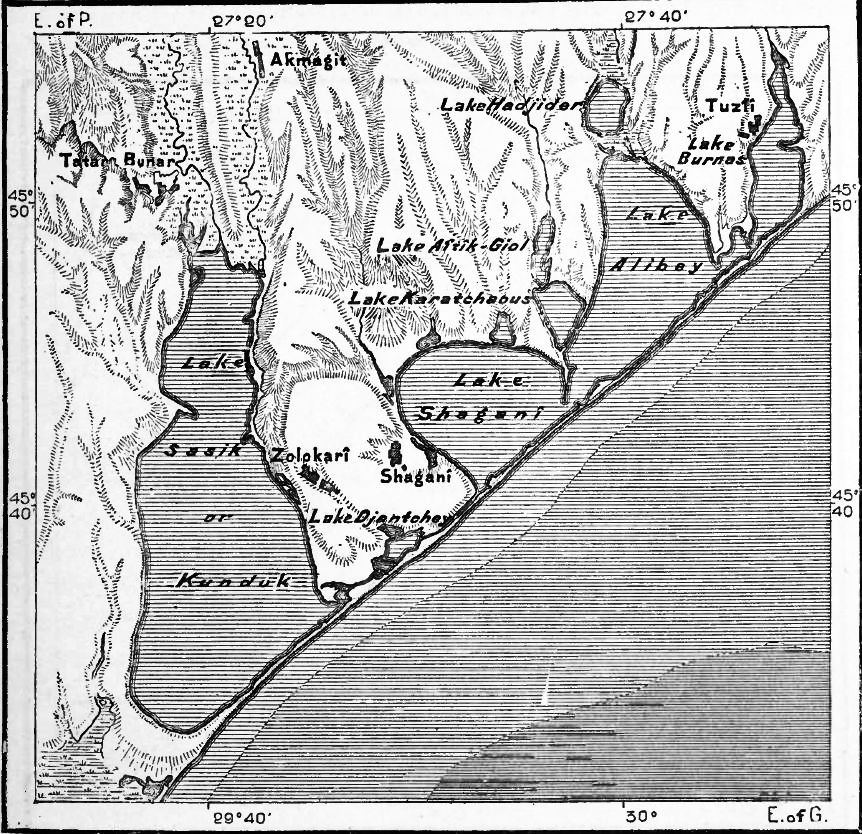
Limanurile maritime Conduc, Șagani, Alibei și Burnas (hartă din 1888).

Limanul Alibei (în rusă Алибей, în ucraineană Алібей, care apare uneori pe hărțile mai vechi și sub denumirea de „Caplana”) este un liman maritim legat la sud-vest de limanul Șagani și de lacul Caraceauș, iar la est de limanul Kurugöl și de limanul Burnas (sau „Alcalia”). Malurile sale sunt abrupte, cu excepția celor din partea de sud. Este unul dintre cele mai mari limanuri din Regiunea Odesa, având o suprafață de 101.4 km² cu o lungime de 18 km și o lățime maximă de 8 km. Adâncimea maximă este de 2.5 m. Este separat de Marea Neagră printr-un perisip de formă oblică, tăiat de o portiță.
În partea de nord a limanului Alibei, se află limanul Hagider, care s-a format odată cu separarea gurii de vărsare (estuarului) a râului Hagider de lacul Alibei printr-un grind de nisip. 
Mulțumită schimbului continuu de apă cu Marea Neagră, și limanul Alibei constituie un adăpost de reproducere al speciilor de pești marini.

## Limanul Burnas
Limanul Burnas (în rusă Бурнас, în ucraineană Бурнас, care apare uneori pe hărțile mai vechi și sub denumirea de „Alcalia”), este un liman maritim care comunică, prin intermediul limanului Kurugöl, cu Limanul Alibei (în partea de sud-vest). Principala sursă de alimentare a lacului este râul Alcalia.
Bazinul limanului are o formă alungită cu maluri abrupte, cu excepția grindului. În partea de vest comunică cu limanul Alibei. În partea de nord, în lac se varsă râul Alcalia. 
Suprafața este de 26.9 km². Are o lungime de 9.6 km, iar lățimea maximă este de 3.2 km. Adâncimea maximă este de 1.5 m. Fiind o zonă de concentrare a sării (prin evaporarea intensă), limanul Burnas are o salinitate dublă față de Marea Neagră, și echivalentă cu aceea a mării Mediterane, anume 38 de grame de sare pe litru. Pe malul sud-estic al limanului, la Marea Neagră, se află stațiunea Băile Burnazului, unde se folosește nămolul în tratarea terapeutică a bolilor.

## Lacurile satelite
Întinderile de apă „satelite” ale celor trei mari limanuri sunt în număr de opt, anume lacurile Sărat, Hagider, Caraceauș, Buduri, Martaza, Mahala, Conducul Mic și Geantașa.

## Galerie de imagini

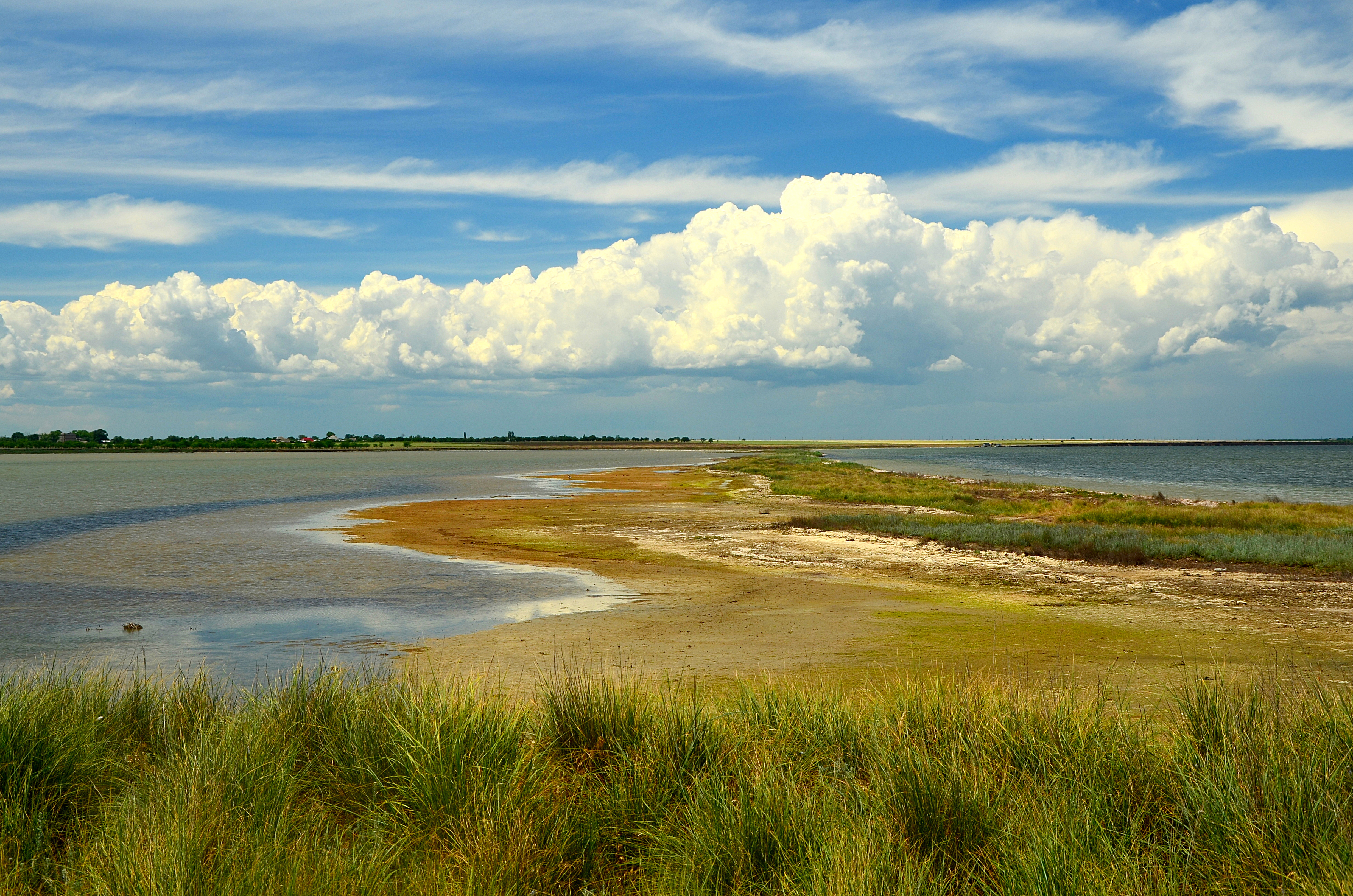
Limanul Șagani și bancurile de nisip.
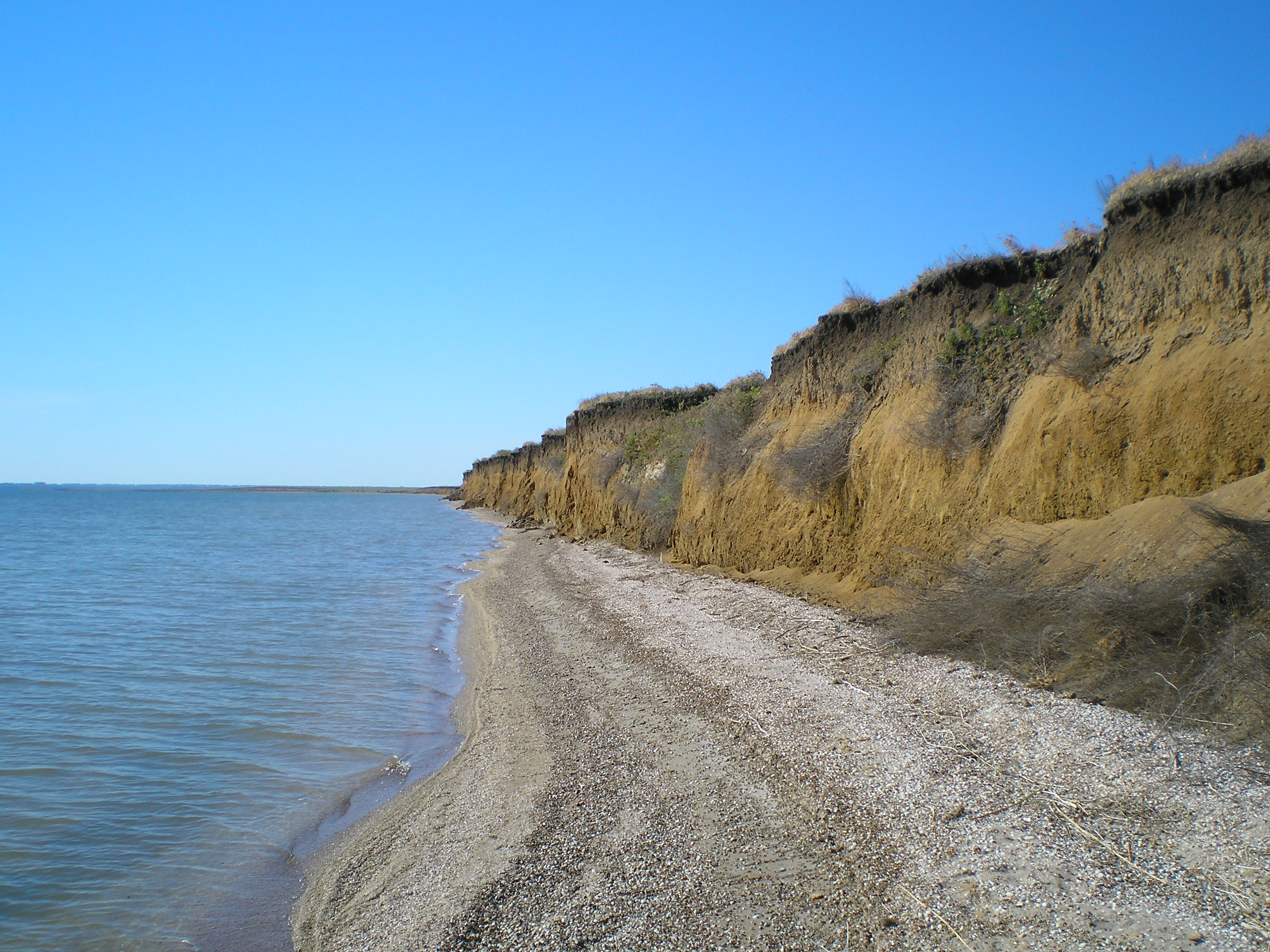
Malurile limanului Alibei.
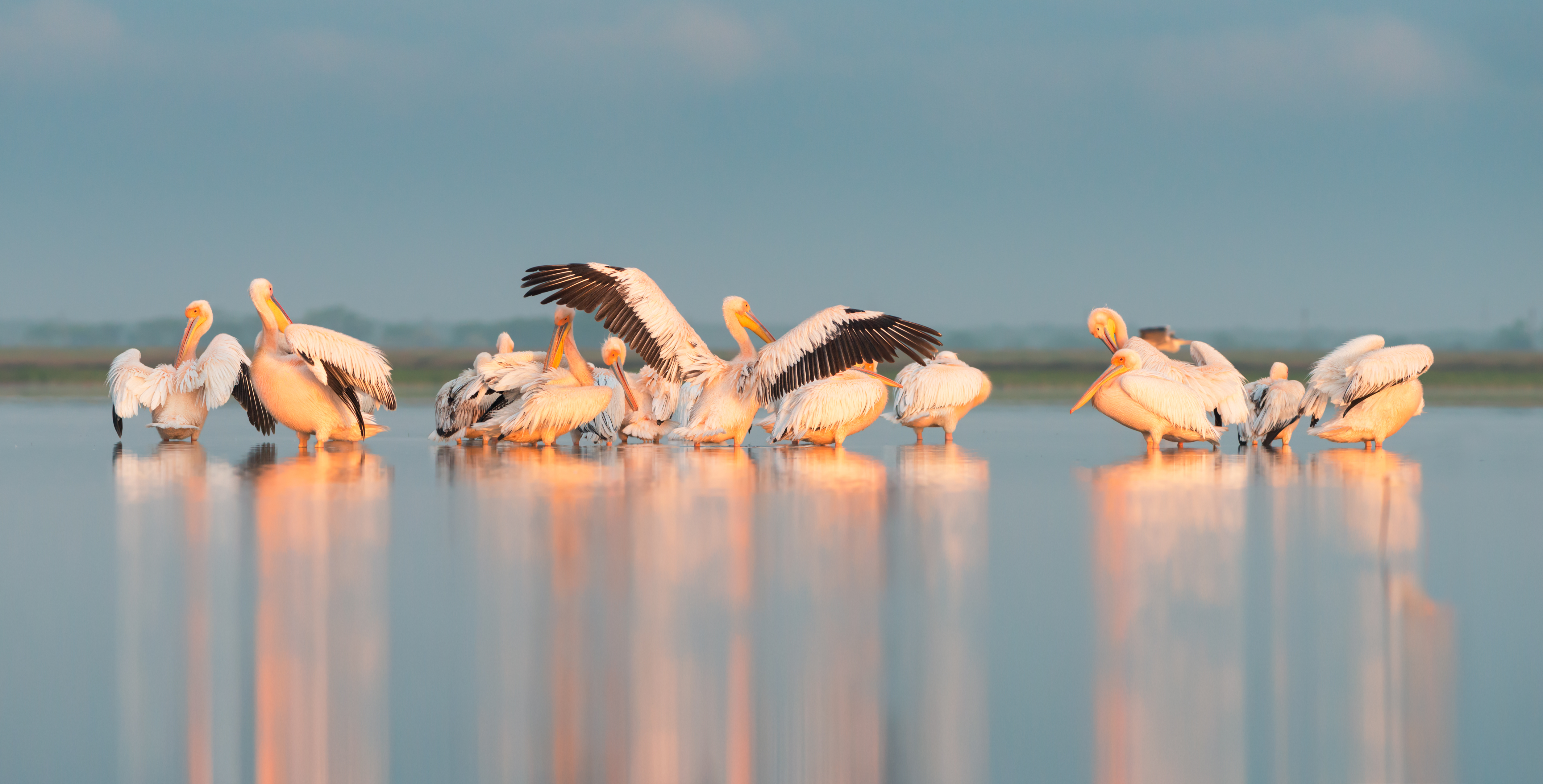
Pelicani din parcul natural.
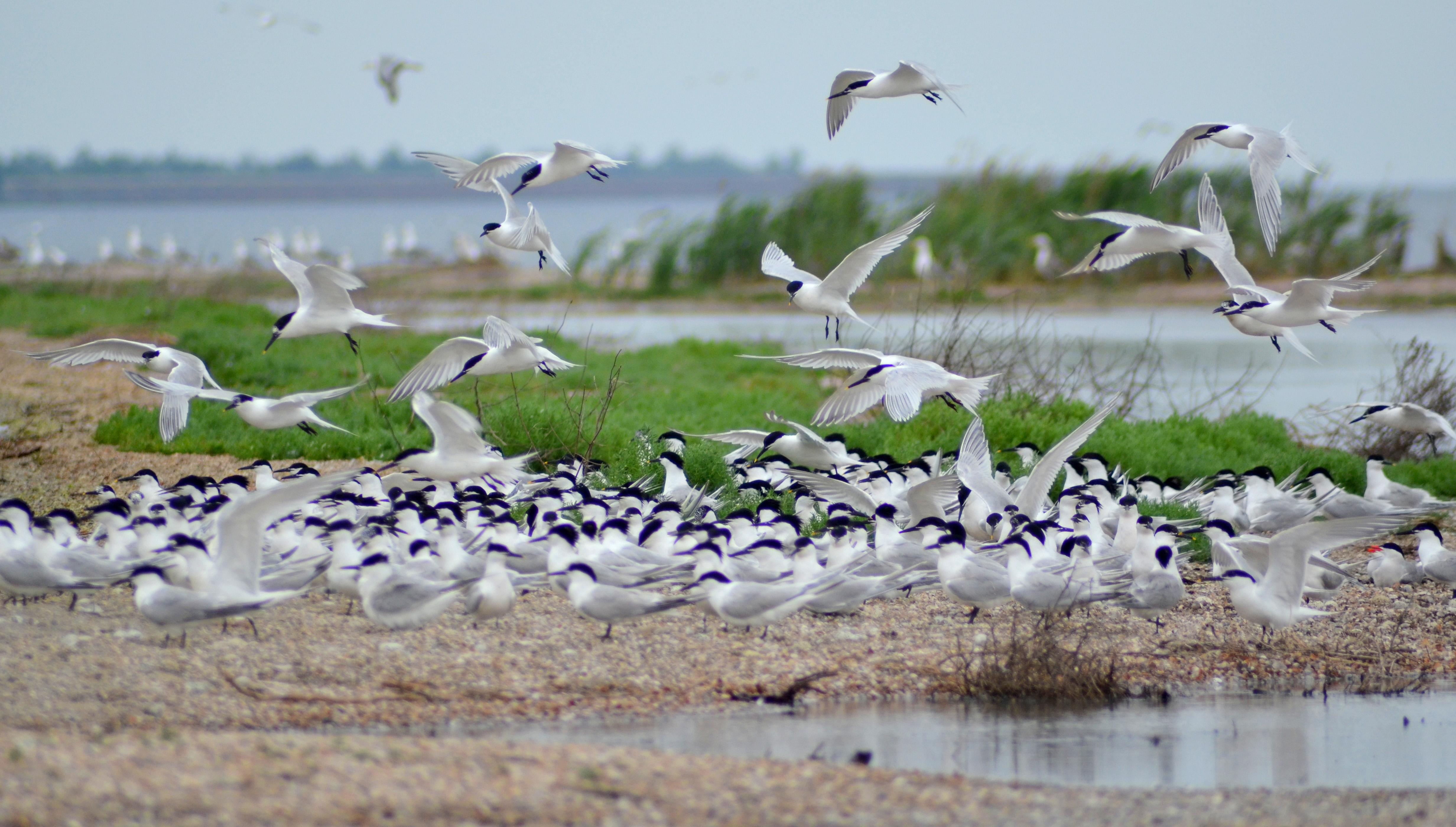
Colonie de chire de mare pe un banc de nisip.